# Trisopsis deepica
Trisopsis deepica är en tvåvingeart som beskrevs av Grover 1962. Trisopsis deepica ingår i släktet Trisopsis och familjen gallmyggor. Inga underarter finns listade i Catalogue of Life.